# Partido Unido
El Partido Unido Nacional de Sudáfrica, conocido comúnmente como el Partido Unido (UP) (afrikáans: Verenigde Party) fue un partido político de Sudáfrica que existió antes y durante el período del apartheid. El partido se formó a partir de la alianza en 1934 entre el Partido Nacional (el partido original fundado en 1914), al que pertenecía el entonces primer ministro Barry Hertzog, y su partido rival dirigido por Jan Christiaan Smuts, el Partido Sudafricano (SAP). El Partido Unionista decidió juntarse también con estos partidos. En un principio, la principal diferencia entre los tres partidos fundadores fue la actitud hacia las relaciones entre Sudáfrica y el Reino Unido. El país nació en 1910, cuando las colonias de Transvaal, Natal, Río Orange y El Cabo se unieron para formar la Unión Sudafricana. El otorgamiento de la independencia política como un dominio (como ocurrió en Canadá, Australia y Nueva Zelanda), había originado aspiraciones de una ruptura total por parte de los afrikaners, descendientes de los bóeres que llegaron de Países Bajos y no tuvieron ninguna lealtad hacia la Corona británica. El Partido Nacional de Hertzog estuvo originalmente en contra del mantenimiento de Sudáfrica como un dominio de la corona, pero no tuvo bastante influencia y apoyo para declarar una república. Como consecuencia, el Partido Nacional original de Hertzog se unió con el SAP y el Partido Unionista, ambos compuestos de partidarios de la corona y la comunidad británica de Sudáfrica.
El UP fue el partido gobernante de Sudáfrica entre los años 1934-1948. Sus apoyos eran británicos sudafricanos, afrikaners moderados, y los coloureds (se consideraba «de color» a los habitantes no blancos con excepción de los negros: hindúes, chinos, indonesios, malayos, malgaches, mulatos e hijos de relaciones mezcladas entre estos grupos y blancos), que en aquellos tiempos tuvieron derecho de votar y participar en el gobierno. El UP se dividió en 1934 entre los partidarios de la unión, que se mantuvieron en el partido, y los opositores, que abandonaron la formación para formar el Herenigde (Purificado) Partido Nacional.

## Dominio del UP
Barry Hertzog continuó gobernando como primer ministro entre los años 1934 y 1939, en un momento de crisis debido a la Gran Depresión mundial. En las elecciones de 1938, con las tensiones en Europa alzándose, el UP ganó una mayoría dominante, 111 escaños en el parlamento de un total de 150. El triunfo fue muy importante para Hertzog y muchos ciudadanos vieron en él una versión equivalente a Éamon de Valera, Taoiseach (primer ministro) de Irlanda (los dos tenían vínculos familiares).

### Reemplazo de Hertzog
En 1939, Gran Bretaña pidió a Sudáfrica ayuda en su nuevo conflicto contra el Tercer Reich y muchos afrikaners rechazaron enviar tropas en una guerra contra los que consideraban antepasados, especialmente contra Alemania, que suscitaba cierta admiración entre ellos. Hertzog propuso una política de neutralidad en la guerra, siendo el único líder en la Commonwealth Británica que evitó participar en la guerra. Esto provocó una revuelta dentro del partido, que provocó la salida de Hertzog y su reemplazo por el general Jan Smuts, un militar afrikáner que había sido muy partidario de mantener relaciones con Gran Bretaña. Jan Smuts fue uno de los líderes de la segunda guerra bóer contra Gran Bretaña y luego, después de haberse reconciliado con sus enemigos, luchó en la Primera Guerra Mundial, dirigiendo la conquista de África del Sudoeste Alemana y el África Oriental Alemana. Como primer ministro, Smuts dirigió la nación para contribuir con sus tropas y equipo al esfuerzo de los Aliados. Al principio de la guerra, Sudáfrica estaba más amenazada por Japón debido a su expansión hacia India y sus ataques contra Indonesia, que por la Alemania Nazi. Un grupo pro-alemán, el Ossewabrandwag (Guardia del Carro de Bueyes) de John Vorster, se opuso a la guerra y actuaba contra la conscripción de sudafricanos en el ejército.

### Sir Smuts y la Commonwealth
La cooperación entre Smuts y la Alta Comanda en Londres fue muy amistosa, y él era el único oficial no-británico en haber sido designado con el rango de Mariscal de Campo durante la guerra. Las relaciones entre él y su homólogo británico sir Winston Churchill fueron tan cordiales como resultado de sus conocimientos en la Primera Guerra Mundial. Si la interacción entre los dos fue beneficiosa para la causa aliada en la guerra, también fue un lastre para Smuts en asuntos internos. Smuts intentó tranquilizar a los afrikaners con gestos de acomodación legal, como colaborar en ellos en la discriminación contra los mestizos, indios y negros. El UP no cambió los códigos raciales en Sudáfrica durante su gobierno para otorgar más derechos a la mayoría no-europea, y en la guerra soldados mestizos o africanos sirvieron en puestos no-combatientes en el Cape Corps como la logística y la guardia de prisioneros para no darles la oportunidad de luchar contra los europeos.
La cercanía entre Smuts y Londres fue muy irritante entre los afrikaners, debido a que aún hubo menos privilegiados que sus vecinos británico-sudafricanos. Ellos también se opusieron la entrada de refugiados judíos de Europa desde los años 1930 a Sudáfrica, una política permitida tanto por Hertzog como por Smuts. En 1943 Smuts tuvo que poner a prueba sus políticas en las urnas cuando Sudáfrica celebró las elecciones. El resultado fue un mandato nuevo para el UP, con 107 escaños en el parlamento, con 43 ganados por el líder del Partido Nacional de Daniel François Malan.

## El UP durante la posguerra
Con la derrota de Alemania en 1945, Smuts quedó aún como primer ministro en un gobierno dominado por partidarios de mantener a Sudáfrica en la Commonwealth y aún más por muchos británicos sudafricanos. En 1946 Smuts convocó a la Comisión Fagan, un consejo que investigaba medidas posibles para cambiar el sistema existente de segregación, ya apodado apartheid. Una de las recomendaciones, la de facilitar el traslado de más negros a zonas urbanas, fue muy impopular entre los afrikaners. Los afrikaners estaban mayoritariamente compuestos por la clase trabajadora, y vieron la amenaza de competición con los negros como un otro sacrificio de los británicos a expensas de ellos. Malan sacó provecho de los sentimientos negativos con respecto de Smuts. El primer ministro fue muy imprudente en sus políticas generales y su imagen pública. Cuando sus opositores trabajaron para animar el sentimiento interno, él estaba más concentrado en asuntos internacionales, como su sueño desde hace muchos años de una organización de gobierno mundial, que fue creada como la ONU en 1945. Smuts se equivocó en pensar que su imagen favorable a través del mundo beneficiaría a su imagen dentro de Sudáfrica. El Partido Nacional formó en 1947 la comisión Sauer, un consejo que abogó a favor de cambios más severos en el código racial del país. Ese año Smuts dio su aprobación al proceso de otorgar la independencia a la India, una señal muy alarmante para los blancos en Sudáfrica. Muchos británicos vieron el Imperio Británico como una entidad a proteger, en vez de una institución anticuada como habían creído los líderes laboristas de Gran Bretaña como el ministro de Asuntos Exteriores Ernest Bevin. La postura de Smuts en respecto de la India disminuyó su popularidad entre los británicos, si bien hubo pocos dispuestos a votar en favor del Partido Nacional.

## La caída de 1948
Las políticas de Smuts provocaron muchos problemas antes de las elecciones sudafricanas de mayo de 1948. Las razones del descenso de apoyo al UP fueron varias. La principal era la subida de nacionalismo afrikáner, pero también lo fue el comienzo de la Guerra Fría. Aunque Smuts fue claramente un partidario del bloque occidental, no fue lo bastante fuerte según el punto de vista de muchos de sus paisanos. Su admisión de refugiados judíos fue un error debido a que muchos de ellos se hicieron partidarios de causas radicales, como el comunista Joe Slovo, ya en esos años un activista estudiantil. Los movimientos de la izquierda en general dieron mucha motivación a los opositores para votar en favor del Partido Nacional. Los afrikaners fueron una comunidad muy conservadora y rural. El Partido Comunista Sudafricano se alineó con los principios de igualdad racial. El Partido Laborista (Sudáfrica) se opuso también a Smuts debido a su rol en el aplastamiento de las huelgas en los años 1920.

### La votación
El 26 de mayo de 1948 el UP ganó solamente 65 escaños en el parlamento sudafricano, no obstante de que sus 524 miles de votos fueron el partido más votado a nivel nacional, siendo el 49,18 % del total de los votos. Habría bastado con 91 personas estratégicamente situadas para que el partido hubiese obtenido 4 escaños más, haciendo posible su gobierno. Los negros tenían derecho a tres diputados. Las elecciones en Sudáfrica se celebraron mediante un sistema de distritos electorales, así el NP obtuvo 70 escaños solo con el 41.5 % de los votos y el Partido Afrikáner, de ideología similar, ganó nueve. Por primera vez en la historia del país el UP fue derrotado, con su único posible aliado, el Partido Laborista, ganando solamente seis escaños. Smuts perdió en su propio distrito, una derrota humillante para sus partidarios a través el país, y continuó como líder del UP hasta su muerte en 1950.

## El UP en la oposición
La siguiente etapa en la historia del partido se produjo bajo el mando de Jacobus Gideon Nel Strauss, un político afrikáner con pocas habilidades comparables a los de su antecesores. A diferencia del UP, el gobierno de Daniel Malan tuvo éxito en la aplicación de sus políticas raciales y económicas. Su primera medida fue la prohibición de matrimonios mezclados en 1949. Contra los pronósticos del UP, las políticas del gobierno de Malan no causaron muchos daños a Sudáfrica en la escena internacional de los años 1950. Gran Bretaña, los Estados Unidos y el resto de Europa estaban demasiado enfocados en la división de Europa entre los bloques occidental y comunista y en la guerra de Corea para poder poner atención en la injusticia racial de Sudáfrica.
Para aumentar su apoyo, el UP trató de explotar los miedos de los anglo descendientes de la formación de una república afrikáner en Sudáfrica por la que el país pudiera acabar con su asociación en la Commonwealth fomentar una política aislacionista. Esta fue una posibilidad verídica: 
hasta 1948 los británicos sudafricanos gozaron de preferencia económica y avanzaron en la administración del país con la ayuda de una red de old-boys, un nepotismo étnico a expensa de los afrikaners. Pero la victoria de Malan había invertido el sistema: en 1918 el grupo social Afrikaner Broederbond (hermandad afrikáner) fue formado con el objetivo de proteger los intereses de los afrikaners, y con el paso del tiempo la organización creció rápidamente, hasta que fue el eje mediante el que el Partido Nacional fue construido. En el gobierno de Sudáfrica después de 1948, los socios del Broederbond fueron preferentes en la administración de la misma forma que ellos sus predecesores anglo africanos hasta entonces. El resultado fue que, aunque los británicos sudafricanos continuaron teniendo ventajas económicas en la sociedad sudafricana debido a su peso en el sector de los negocios, no pudieron avanzar en el militar, ni en los servicios civiles, como sí pudieron sus colegas afrikáneres.
El resentimiento británico sudafricano no aumentó la popularidad de Strauss, y en 1953 su partido perdió otros siete escaños, a pesar de eso fue el más votado. Los opositores más radicales del apartheid se marcharon del UP después de la elección y formaron el Partido Liberal. El Partido Federal de Unión (UFP) salió del UP también, esperando proseguir con la defensa de Sudáfrica como parte de la Commonwealth con más vigor. En 1954 el Partido Nacional Conservador (NCP) fue formado además del UP.

### Contra la república
El sucesor de Strauss en 1956 fue Sir David Pieter De Villiers Graaff, un aristócrata más joven. Debajo de De Villiers Graaff, el UP sucedió en mantener su fortaleza con 53 escaños en las elecciones de 1957, si bien el NP creció en poder y ganó 103 escaños. En 1960, el primer ministro Hendrik Verwoerd (NP) propuso oficialmente la formación de una república y la retirada de Sudáfrica de la Commonwealth. El tema tuvo nueva importancia para el país: Con el discurso de Harold Macmillan del Viento de Cambio en que el primer ministro británico reconoció la tendencia de otorgar independencia a naciones africanas, los afrikaners ganaron una razón para oponerse a la participación en la mancomunidad. Los comercios sudafricanos, especialmente anglo africanos, temieron que la república fuera desastrosa para sus negocios; Sudáfrica entonces era dependiente de los mercados de otros países de la mancomunidad, como Australia, Reino Unido y otros. En la provincia de Natal, la única zona en la que los anglo africanos formaban la mayoría de la población blanca, la oposición a la república era tan fuerte que hasta hubo voces en favor de separarse de la Unión de Sudáfrica para quedarse en la mancomunidad.
Pero los republicanos tuvieron la ventaja de un líder carismático, Hendrik Verwoerd, y el sentimiento de orgullo entre los afrikaners. Los afrikaners vieron en la sociedad de la mancomunidad un compromiso de apoyar las guerras coloniales del Reino Unido, como habían hecho en la guerra de Corea. Los nuevos socios en la mancomunidad fueron exclusivamente del Tercer Mundo, como Ghana y Kenia, y el sentimiento común entre ellos fue despectivo en lo relativo a aceptar una Sudáfrica de dominio blanco. En la votación del 5 de octubre de 1960, el 52 % de los sudafricanos blancos escogieron la propuesta de Verwoerd, contra el 47 % que se opusieron. La derrota fue más áspera debido al hecho de que solo en Natal hubo una mayoría en contra de la república. En las siguientes elecciones el poder del UP siguió bajando, ganando 49 escaños en 1961 y 39 en 1966, hasta que en 1970 el partido se alzó con 47 escaños. Pero en 1974 el UP perdió de nuevo seis escaños a expensas del Partido Progresista de Helen Suzman.

## NRP
Para las elecciones de 1977 el UP fue renombrado, tomando entonces el nombre de Partido de la Nueva República (New Republic Party; NRP). El NRP ganó solo 11 escaños en aquella votación bajo el liderazgo de Vause Raw. En 1981 el NRP perdió otros tres escaños en el parlamento. El descenso del partido fue resultado de los cambios en la mapa políticp de los blancos, cuando el NP mostraba políticas cada vez más moderadas y su oposición, formada por el Partido Progresta Federal (PFP) y Partido Democrático (DP) demandaban negociaciones con el Congreso Nacional Africano (ANC) y otros grupos guerrilleros. La economía de Sudáfrica hasta 1975 fue muy fuerte debido a sus fronteras con las colonias portuguesas de Mozambique y Angola, además de los países aislados de Rodesia y Botsuana. El NP consiguió formar una industria interna, incluso de armas, pero después del otorgamiento de independencia a Mozambique y Angola su ejército fue enrolándose en guerras caras de ambos frentes. En 1979 Rodesia afirmó tratados con la oposición negra y en 1980 se reconstituyó como Zimbabue.
En 1987 Bill Sutton fue elegido como el único representante del NRP en el parlamento. El NP ya mostró su disposición de negociar con sus enemigos externos, como Mozambique en el Acuerdo de Nkomati de 1984, y las políticas del NRP ya fueron considerados anticuados. El partido se disolvió en 1988, con muchos de sus seguidores mudando al Partido Independiente y luego a la alianza que hubiera ser el DP.

## Razones de la caída
Desde el dominio de Smuts, el UP y su sucesor, el NRP, no mostraron comprensión hacia las tendencias de cambio en la sociedad de Sudáfrica. El partido se orientó solo en atraer apoyo de los anglo africanos, nadando entre dos aguas en vez de tener posiciones más definidas contra las políticas de apartheid. Después del referendo de 1960, la vuelta a la mancomunidad no fue una posibilidad realista, y su razón de existir se hizo poco a poco menos interesante. El alzamiento de un alternativo anti-apartheid se creó en los años 1970 a través del Partido Progresista, que gradualmente superó al NRP y ganó el título de oposición oficial en 1977.
En los años 1980, con la moderación en el NP, la oposición más fuerte al establecimiento político fue cambiando, con partidos derechistas como el Partido Conservador (KP), el Herstigte (Reformado) NP y el Movimiento de Resistencia Afrikáner (AWB). En 1987 el KP ganó 23 escaños en la Cámara de la Asamblea de los blancos, siendo la oposición oficial al NP. Los colorados e indios tuvieron sus propios parlamentos, la Cámara de Delegados (indios) y la Cámara de Representantes (colorados). La ausencia de apoyo al NRP en ambas cámaras mostró la falta de apoyo entre las dos comunidades. Entre los negros el NP proseguía una política de dividir y conquistar, con la introducción de los bantustánes en los años 1950. Para los opositores del gobierno nacionalista el UP fue, y continuaba siendo, el representante de los británicos sudafricanos aristócratas con poco sentido del pulso social en el país. Ellos no estuvieron ni a la derecha, ni realmente a la izquierda, del gobierno. Los sucesores de Smuts carecían de su carisma y estatura internacional, a diferencia de otros opositores al gobierno como Helen Suzman, que ganaban valor debido a su coraje para confrontar contra las autoridades de apartheid. Los afrikaners nunca perdieron su lealtad hacia el Partido Nacional; y tanto los afrikaners no racistasvie ron en el Partido Unido un instrumento de la ascendencia británica.

## Resultados electorales
|  | 53.81 % |

|  | 49.68 % |

|  | 49.18 % |

|  | 47.65 % |

|  | 42.57 % |

|  | 35.28 % |

|  | 36.62 % |

|  | 36.94 % |

|  | 31.96 % |

|  | 12.15 % |

|  | 6.93 % |

|  | 1.98 % |